# مرسوم في الكنائس الشرقية الكاثوليكية
"مرسوم في الكنائس الشرقية الكاثوليكية" أو أوريانتاليوم إكليسياروم (Orientalium Ecclesiarum)، هو أحد الوثائق التعليمية الستة عشر للمجمع الفاتيكاني الثاني. إسم المرسوم "Orientalium Ecclesiarum" هو مصطلح لاتيني يعني "الكنائس الشرقية"، وهو مأخوذ من السطر الأول من المرسوم، كما تأخذ جميع الوثائق الكاثوليكية أسمائها اللاتينية الرسمية.
هو واحدة من أقصر الوثائق المجمعية، تمت الموافقة عليها في 20 تشرين الثاني (نوفمبر) 1964 بتصويت 2054 لصالحه و64 لمعارضته، وتم تأكيده بتصويت 2110 مقابل 39 في 21 تشرين الثاني (نوفمبر) 1964، اليوم الذي أقره البابا بولس السادس.
يعترف المرسوم بحق الكاثوليك الشرقيين في الحفاظ على ممارساتهم الليتورجية المميزة مع البقاء في شركة كاملة مع الكرسي الرسولي. ويحث المرسوم الكاثوليك الشرقيين على "اتخاذ خطوات للعودة إلى تقاليد أجدادهم". كان هذا الجانب من المرسوم موجهًا ضد الليتنة. 
تحدد الوثيقة بعض السلطات المستقلة للكنائس الشرقية. على وجه الخصوص ، للبطريرك (أو عند الاقتضاء، كبير رؤساء الأساقفة) وللسينودوس (المجمع الكنسي) السلطة لإنشاء أبرشيات، ترشيح أساقفة داخل بطريركيتهم، تشريع حقوق والتزامات الرهبانيات الصغار (بما في ذلك الشديقة)، وتحديد تاريخ الاحتفال بعيد الفصح في طقوسهم. علاوة على ذلك، اعترف بالممارسة القديمة في الشرق فيما يتعلق بسر التثبيت (الميرون)، مشيرًا إلى أن جميع الكهنة الشرقيين لديهم القدرة على إدارة هذا السر باستخدام الميرون المبارك من قبل الأسقف. أحد الآثار المترتبة على ذلك هو الممارسة الإضافية لمناولة الأطفال المعترف بها رسميًا.

## محتويات
يحتوي على 30 فقرة، مقسمة إلى 6 فصول، بالإضافة إلى مقدمة وخاتمة.

تؤكد المقدمة احترام الكنيسة للكاثوليك الشرقيين (§1):
إِنَّ الْكَنِيسَةَ الْكَاثُولِيكِيَّةَ لَتَعْتَبِرُ اعْتِبَارًا كَبِيرًا مُؤَسَّسَاتِ الْكَنَائِسِ الشَّرْقِيَّةِ، وَرُتَبِهَا الطَّقْسِيَّةِ، وَتَقَالِيدَهَا الْكَنَسِيَّةِ، وَنِظَامَ حَيَاتِهَا الْمَسِيحِيَّةِ. وَبِالْفِعْلِ بِسَبَبِ جَلَالِ الْقِدَمِ الَّذِي تَتَشَرَّفُ بِهِ هذِهِ الْكَنَائِسَ، يَتَأَلَّقُ فِيهَا التَّقْلِيدُ الَّذِي يَأْتِي مِنَ الرُّسُلِ عَبْرَ الْآبَاءِ وَالَّذِي يُؤَلِّفُ جُزْئًا لَا يَتَجَزَّأُ مِنْ تُرَاثِ الْكَنِيسَةِ جَمْعَاء وَقَدْ أَوْحَى اللهُ بِهِ. [...]
الكنائس الخاصة أو الطقوس
- "يجب أن تحتفظ كل كنيسة أو طقس بمفرده بتقاليده كاملة وكاملة" ولكن "يجب أن يكيّف أسلوب حياته مع الاحتياجات المختلفة للزمان والمكان" (§2)
- ان هذه الكنائس الخاصة، الشرقية منها والغربية على السواء، متساوية في الكرامة (§3)
- يجب على كل كاثوليكي الاحتفاظ بطقوسه الخاصة والاعتزاز بها وحمايتها (§4)
الحفاظ على التراث الروحي للكنائس الشرقية
- "إن التاريخ والتقاليد والمؤسسات الكنسية العديدة تشهد شهادة عالية كم للكنائس الشرقية من خدمات جلّى في سبيل الكنيسة الجامعة. لهذا لا يقدم المجمع المقدس فقط التقدير والثناء الذي يحق لهذا التراث الكنسي والروحي، ولكنه يعتبره أيضًا وبقوة تراث كنيسة المسيح بأسرها. لهذا يعلن بطريقة رسمية أن من حق الكنائس الشرقية والكنائس الغربية، بل من واجبها، أن تحكم نفسها وفقًا لأنظمتها الخاصة الذاتية. ذلك أن تلك تفرض ذاتها لجلال قِدَمِهَا، وتتوافق أكثر مع عادات مؤمنيها وتظهر وكأنها أكثر ملاءمة لتضمن للنفوس خيرًا عميقًا." (§5)
- يمكن لجميع الكنائس الشرقية أن تحافظ على تقاليدها الليتورجية وطريقة حياتها ، وإذا كان التاريخ قد فرض عليها تغييرات ، "فعليها أن تتخذ خطوات للعودة إلى تقاليد أجدادها" (§6)
بطاركة الطقوس الشرقية
- "إن المؤسسة البطريركية قائمة في الكنيسة منذ العصور القديمة وقد اعترفت بها المجامع المسكونية الأولى" (§7)
- جميع البطاركة متساوون في الكرامة (§8)
- يجب إعادة تأسيس حقوق وامتيازات البطاركة "وفقًا للتقاليد القديمة لكل كنيسة، ومقررات المجامع المسكونية" (§9)
- "ويؤلف البطاركة مع مجامعهم المرجع الأوّل في كل أمور البطريركية، ولهم الحق في إنشاء أبرشيات جديدة وتعيين أساقفة من طائفتهم في حدود أرض الولاية البطريركية، مع الحفاظ على حق الحبر الروماني الذي لا يتغير في التدخل في بعض القضايا" (§9)
- يجب إنشاء البطريركية الجديدة عند الحاجة (§11)
يهتم فقرات نظام الأسرار المقدسة (12-18) بتنظيم الأسرار. من القضايا المهمة حق كهنة أحد الطقوس في أداء الأسرار للمؤمنين من طقوس أخرى. كما توصي بإعادة الشماسية كدرجة دائمة.
تتعامل فقرات العبادة المقدسة (§19-23) مع تنظيم الأمور الليتورجية مثل الأعياد (بما في ذلك عيد الفصح)، الخدمة الإلهية واللغات المستخدمة في الليتورجيا.
العلاقات مع اخوة الكنائس المنفصلة
- على الكاثوليك الشرقيين واجب خاص في تعزيز الوحدة المسيحية، لا سيما مع الأرثوذكس الشرقيين (§24)
- إذا أصبح أحد أعضاء الكنيسة الأرثوذكسية الشرقية كاثوليكيًا، "فلا يُطلب منه أكثر مما يستلزمه الإقرار البسيط بالإيمان الكاثوليكيّ". يُسمح لكاهن أو أسقف أرثوذكسي بالعمل ككاهن أو أسقف عند انضمامه إلى الكنيسة الكاثوليكية. (§25)
- يجوز لعضو الكنيسة الأرثوذكسية الشرقية، إذا طلب ذلك من تلقاء نفسه، أن يحصل على أسرار التوبة، القربان المقدس ومسحة المرضى من كاهن كاثوليكي شرقي. ويمكن للكاثوليكي الشرقي، في حالة عدم وجود كاهن كاثوليكي، تلقي هذه الأسرار من كاهن أرثوذكسي شرقي. يمكن للكاثوليك الشرقيين والأرثوذكس الشرقيين المشاركة في الخدمات الليتورجية لبعضهم البعض (§26-29)
تطلب الخاتمة (§30) من جميع المسيحيين، الشرقيين والغربيين، الصلاة من أجل لم شمل المسيحيين، وكذلك الصلاة من أجل أولئك المسيحيين الذين يعانون من أجل إيمانهم بالمسيح (إشارةً إلى المسيحيين في البلدان الشرقية، الإشتراكية، والشيوعية).